# Плеханова, Вера Семёновна
Вера Семёновна Плеханова (1914 — 5 мая 2014) — передовик советского сельского хозяйства, звеньевая колхоза «Завет Ильича» Клинского района Московской области, Герой Социалистического Труда (1948).

## Биография
Родилась в 1914 году в деревне Жохово, ныне Клинского района Московской области в русской семье крестьянина. В 1937 году в связи с затоплением данной территории при сооружении водохранилище, жители деревни были переселены в Лаврово Клинского района. Здесь Вера Семёновна окончила обучение в сельской начальной школе. Стала трудиться в местном колхозе «Искра Ильича».
В 1941 году деревня Лаврово оказалась в оккупации. После освобождения этой территории, в декабре 1941 года, Плеханова возглавила полеводческое звено по выращиванию зерновых.
По итогам работы в 1947 году звено Плехановой достигла высоких показателей в производстве. Коллектив из 15-20 колхозниц на площади 8 гектаров сумел получить по 30,03 центнера зерна с гектара в среднем.
За получение высоких урожаев пшеницы, ржи и картофеля в 1947 году, Указом Президиума Верховного Совета СССР от 19 февраля 1948 года Вере Семёновне Плехановой было присвоено звание Героя Социалистического Труда с вручением ордена Ленина и золотой медали «Серп и Молот».
В дальнейшем продолжала трудовую деятельность. В 1960 году после объединения хозяйств стала работать звеньевой в колхозе «Демьяново».
Проживала в деревне Лаврово Клинского района. Умерла 5 мая 2014 года.

## Награды
За трудовые успехи удостоена:
- золотая звезда «Серп и Молот» (19.02.1948),
- орден Ленина (19.02.1948),
- Орден Трудового Красного Знамени (04.03.1949),
- другие медали.